# Världsmästerskapen i bordtennis 1929
 Världsmästerskapen i bordtennis 1930 spelades i Budapest under perioden 14-21 januari 1929.

## Medaljörer

### Lag
| Disciplin            | Guld                                                                             | Silver                                                                        | Brons                                                                 |
| Herrarnas lagtävling | Ungern Viktor Barna Sándor Glancz István Kelen Zoltán Mechlovits Miklós Szabados | Österrike Manfred Feher Paul Flussmann Erwin Kohn Alfred Liebster Robert Thum | England Charles Bull F. J. Burls Adrian Haydon Fred Perry Frank Wilde |

### Individuellt
| Disciplin   | Guld                         | Silver                           | Brons                               |
| Herrsingel  | Fred Perry                   | Miklós Szabados                  | Adrian Haydon                       |
| Herrsingel  | Fred Perry                   | Miklós Szabados                  | Zoltán Mechlovits                   |
| Damsingel   | Mária Mednyánszky            | Gertrude Wildham                 | Anna Sipos                          |
| Damsingel   | Mária Mednyánszky            | Gertrude Wildham                 | Magda Gal                           |
| Herrdubbel  | Viktor Barna Miklós Szabados | Laszlo Bellak Sándor Glancz      | Gyorgy Szegedi Istvan Reti          |
| Herrdubbel  | Viktor Barna Miklós Szabados | Laszlo Bellak Sándor Glancz      | Charles Bull Fred Perry             |
| Damdubbel   | Erika Metzger Mona Rüster    | Fanchette Flamm Gertrude Wildham | Mária Mednyánszky Anna Sipos        |
| Damdubbel   | Erika Metzger Mona Rüster    | Fanchette Flamm Gertrude Wildham | Ilona Zador Magda Gal               |
| Mixeddubbel | István Kelen Anna Sipos      | Laszlo Bellak Magda Gal          | Alfred Liebster Gertrude Wildam     |
| Mixeddubbel | István Kelen Anna Sipos      | Laszlo Bellak Magda Gal          | Zoltán Mechlovits Mária Mednyánszky |

### Fotnoter
1. ↑  ”World Championships Results”. ITTF Museum. Arkiverad från originalet den 11 maj 2012. https://web.archive.org/web/20120511103023/http://www.ittf.com/museum/results/WorldChresults.html. Läst 7 april 2012.
2. ↑  ”ITTF Statistics”. ittf.com. Arkiverad från originalet den 4 mars 2016. https://web.archive.org/web/20160304042738/http://www.ittf.com/ittf_stats/All_events4.asp?Competition_ID=3. Läst 7 april 2012.